# Drew Karpyshyn
Drew Karpyshyn é um autor e escritor canadense de roteiros de videogames.
Karpyshyn trabalha para a companhia BioWare.  Ele escreveu o scenário e diálogo para Star Wars: Knights of the Old Republic, e foi um dos Designers de jogos principais de Jade Empire, e vários jogos da série Baldur's Gate.  Ele já escreveu vários livros de Forgotten Realms e Star Wars.

## Trabalhos

### Jogos
- Baldur's Gate II: Shadows of Amn
- Baldur's Gate II: Throne of Bhaal
- Star Wars: Knights of the Old Republic
- Jade Empire
- Neverwinter Nights
- Mass Effect
- Mass Effect 2
- Star Wars: The Old Republic

### Livros
- Baldur's Gate II: Throne of Bhaal (2001)
- Temple Hill (2001)
- Star Wars: Darth Bane: Path of Destruction (O Caminho à Destruição) (2006)
- Mass Effect: Revelation (2007)
- Star Wars: Darth Bane: Rule of Two (A Regra de Dois) (2007)
- Mass Effect: Ascension (2008)
- Star Wars: Darth Bane: Dynasty of Evil (O Império do Mal) (2009)
- Mass Effect: Retribution (2010)
- Mass Effect: Sem título definido (2011)
- Star Wars: The Old Republic - Revan (2011)